# Грабовенко, Эдуард Анатольевич
Эдуа́рд Анато́льевич Грабове́нко (род. 7 июля 1969, Кривой Рог, Днепропетровская область) — российский религиозный деятель. Основатель и старший пастор пятидесятнической церкви «Новый Завет» в Перми. Начальствующий епископ Российской церкви христиан веры евангельской (РЦХВЕ).

## Биография
Родился 7 июля 1969 года в городе Кривой Рог Днепропетровской области в христианской семье. Осенью 1987 года Эдуард Грабовенко был призван на службу в Вооружённых силах СССР. В 1989 году, вернувшись из армии, принял крещение и стал заниматься активной христианской деятельностью.
В декабре 1990 года Эдуард Грабовенко поступил в библейскую школу в латвийской Елгаве. В 1991 году он с командой служителей приехал в город Пермь для организации новой церкви, которая получила название «Новый Завет». Первое богослужение в ней состоялось 26 июня того же года. В 1994 году Эдуард Грабовенко окончил Международный библейский институт в Канаде. В 1997 году он был рукоположен в сан епископа.
В декабре 2009 года Эдуард Грабовенко был избран начальствующим епископом Российской церкви христиан веры евангельской (РЦХВЕ); в должность вступил в 2010 году, сменив на этом посту Павла Окару. В октябре 2013 года состоялось переизбрание Грабовенко на новый, семилетний срок. В октябре 2020 года Грабовенко был избран главой РЦХВЕ на третий срок.
В качестве российского епископа в 2014 году Эдуард Грабовенко выступал с докладом в США на конференции, посвящённой столетию Всемирного братства Ассамблей Бога. Как глава РЦХВЕ Грабовенко является членом Консультативного совета глав протестантских церквей России.
В 2017 году Эдуарду Грабовенко была присвоена степень почётного доктора практической теологии Московского теологического института. В 2018 году его избрали президентом Международной ассамблеи христиан веры евангельской (МАХВЕ), которая объединяет 18 пятидесятнических союзов и церквей 14 стран.
Член Совета рекомендателей американского Университета Орала Робертса в штате Оклахома. Автор книг «Золото высшей пробы» (2011) и «Церковь — открытый дом» (2021).

## Церковь «Новый Завет» (Пермь)
Первое богослужение в церкви «Новый Завет», основанной Эдуардом Грабовенко с командой служителей в Перми, состоялось 26 июня 1991 года. Позже община вошла в Российскую церковь христиан веры евангельской.
В 2005 году церковь «Новый Завет» привлекла к себе внимание федеральных СМИ приобретением Дворца культуры имени Ленина. Монументальное трёхэтажное здание площадью 5 тыс. м². с актовым залом на 900 человек было приобретено церковью для богослужебных нужд за 50 млн рублей. Сделка вызвала недовольство пермской общественности и Русской православной церкви; губернские власти воспрепятствовали регистрации права собственности. Общине пришлось обратиться в суд, который признал в 2006 году сделку законной и оставил за церковью право на данное здание.
Всё это время Грабовенко продолжает служение старшего пастора церкви «Новый Завет». Воскресные богослужения проводятся в три потока. Согласно официальному сайту, «Новый Завет» на сегодняшний день объединяет 4500 верующих, было открыто более 250 дочерних церквей в Пермском крае, республиках Башкортостан, Татарстан и Коми, а также в Челябинске, Воронеже, Ульяновске, Санкт-Петербурге, Москве и Московской области.

### Критика
В феврале 2025 года в Пермском районе был найден мёртвым 35-летний бывший служитель церкви «Новый Завет» Николай Шаврин, который за два года до самоубийства покинул общину. Он опубликовал предсмертную записку, в которой обвинил руководство «Нового Завета» в непотизме и эксплуатации рядовых прихожан: «Я оказался не нужен. Неудивительно, ведь надо куда-то пристроить детей пасторов и епископов. В общем, мне с огромным сожалением пришлось признаться, что все эти унижения, смирения и тяжёлые задачи были впустую». По словам Шаврина, жизнь в этой церкви построена на продвижении по внутренней карьерной лестнице узкого круга людей, в основном сыновей и других родственников пасторов, при этом с пренебрежением к обычным верующим.

## Семья
Эдуард Грабовенко женился в октябре 1990 года на Ларисе. У пары родились четверо сыновей — Александр (1991), Виталий (1991), Давид (1992) и Илья (1995). Давид Грабовенко — руководитель отдела миссий и евангелизаций РЦХВЕ, а также предприниматель в сфере аренды и управления нежилой недвижимостью.

## Публикации
- Эдуард Грабовенко. Золото высшей пробы. — Пермь, 2011. — ISBN 978-5-4483-7743-3.
- Эдуард Грабовенко. Церковь — открытый дом. — Пермь, 2021. — ISBN 978-5-0064-3698-5.